# Thomas A. Hendricks

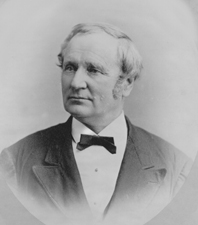
Thomas A. Hendricks

Thomas Andrews Hendricks (* 7. September 1819 bei Zanesville, Ohio; † 25. November 1885 in Indianapolis, Indiana) war ein US-amerikanischer Politiker. Er vertrat den Bundesstaat Indiana in beiden Kammern des Kongresses und war auch dessen 16. Gouverneur, ehe er der 21. Vizepräsident der Vereinigten Staaten unter Präsident Grover Cleveland wurde.

## Frühe Jahre
Hendricks wurde im Muskingum County in Ohio geboren und zog mit seinen Eltern 1820 nach Indiana, wo sein Onkel, William Hendricks, zwischen 1822 und 1825 Gouverneur war. Er besuchte das Hanover College in Hanover und studierte anschließend in Chambersburg (Pennsylvania) Jura. Nach seiner Zulassung als Rechtsanwalt im Jahr 1843 praktizierte er in Shelbyville in seinem neuen Beruf.

## Politik

### Staatsparlamentarier und Kongressabgeordneter
Hendricks’ politische Karriere begann im Jahr 1848 mit seiner Wahl ins Repräsentantenhaus von Indiana. Im Jahr 1850 war er Delegierter auf einer Versammlung zur Überarbeitung der Verfassung dieses Staates. Dann wurde Hendricks als Mitglied der Demokratischen Partei ins US-Repräsentantenhaus gewählt. Dort verblieb er zwischen 1851 und 1855 und war Mitglied mehrerer Ausschüsse. Seine Wiederwahl im Jahr 1854 scheiterte. Zwischen 1855 und 1859 war er Bundesbeauftragter für das staatseigene Land in Washington, D.C. (Commissioner of the General Land Office). 1860 kandidierte er erfolglos für den Posten des Gouverneurs von Indiana: Er unterlag dem Republikaner Henry Smith Lane mit 48:52 Prozent der Stimmen. Im selben Jahr zog er nach Indianapolis und praktizierte als Anwalt. Vom 4. März 1863 bis zum 3. März 1869 war Hendricks US-Senator.
1868 kandidierte er erneut erfolglos für den Posten des Gouverneurs von Indiana; diesmal betrug der Rückstand auf den Republikaner Conrad Baker nicht einmal 1000 Stimmen. Vier Jahre später gelang ihm dann doch der Sprung in das Amt des Gouverneurs, als er sich seinerseits mit nur etwas mehr als 1100 Stimmen Vorsprung gegen Thomas M. Browne durchsetzte.

### Gouverneur von Indiana
Nach der gewonnenen Wahl konnte Hendricks sein neues Amt am 13. Januar 1873 antreten. In seiner vierjährigen Amtszeit musste er sich mit Arbeiterunruhen in Logansport und im Clay County auseinandersetzen. Ein Prohibitionsgesetz wurde in Kraft gesetzt, das aber zwei Jahre später für ungültig erklärt wurde. Ansonsten verlief Hendricks’ Amtszeit als Gouverneur ohne nennenswerte Zwischenfälle.

### Vizepräsident der USA
1876 bewarb sich Hendricks erfolglos um das Amt des Vizepräsidenten: Er und Präsidentschaftskandidat Samuel J. Tilden verloren äußerst knapp gegen die Republikaner Rutherford B. Hayes und William A. Wheeler. 1884 wurde er als Running Mate von Grover Cleveland erneut als Vizepräsidentschaftskandidat nominiert. Nach dem Wahlsieg im November 1884 gegen die Republikaner James G. Blaine und John A. Logan wurde er am 4. März 1885 als neuer US-Vizepräsident vereidigt. Hendricks starb jedoch bereits am 25. November 1885 während seiner Amtszeit. Die restliche Amtsperiode blieb das Amt daher vakant, da vor der nächsten Wahl noch kein Nachfolger nominiert werden konnte.
Er ist der einzige Vizepräsident, der jemals auf einer US-Banknote abgebildet wurde (10-$-Schein von 1886). Hendricks war mit Eliza Morgan verheiratet, das Paar hatte ein Kind, das früh verstarb.